# Frederico IV, Duque de Holsácia-Gottorp
Frederico IV de Holsácia-Gottorp  (18 de outubro de 1671 - 19 de julho de 1702) foi Duque de Eslésvico.
Nascido no Castelo de Gottorf, Frederico era o filho mais velho do duque Cristiano Alberto de Holsácia-Gottorp e da princesa Frederica Amália da Dinamarca. Casou-se a 12 de maio de 1698 com a princesa Edviges Sofia da Suécia e tiveram um filho, Carlos Frederico, pai do futuro Czar Pedro III da Rússia.
Apoiando seu cunhado, o rei Carlos XII, tomou parte na Grande Guerra do Norte, tendo sido morto por fogo de artilharia durante a Batalha de Kliszów na Polónia; quando comandava a ala esquerda do exército sueco.